# Royal Flying Corps

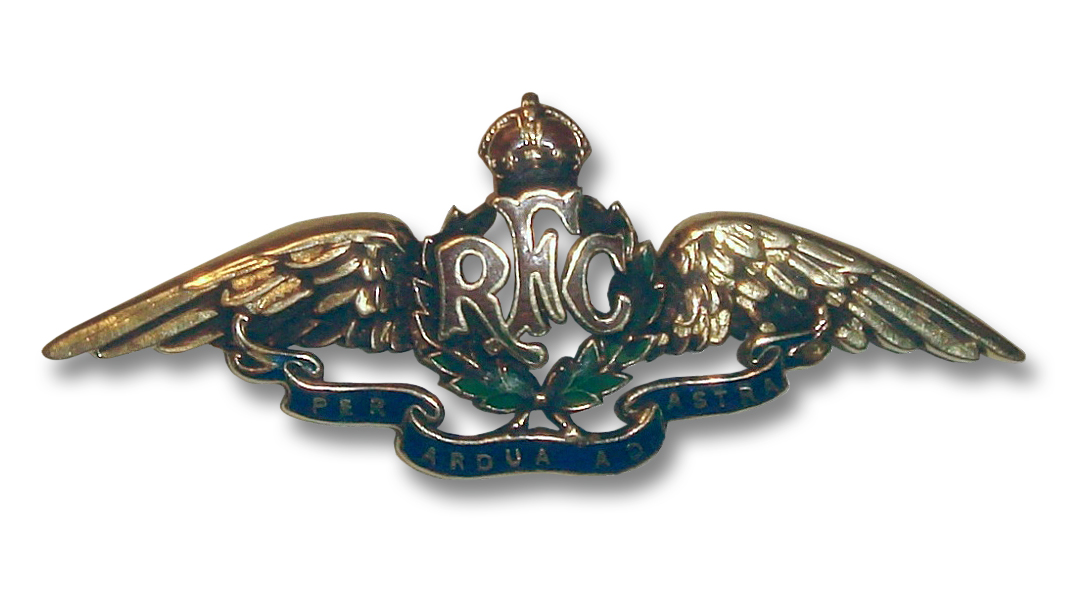
L’écusson du Royal Flying Corps.

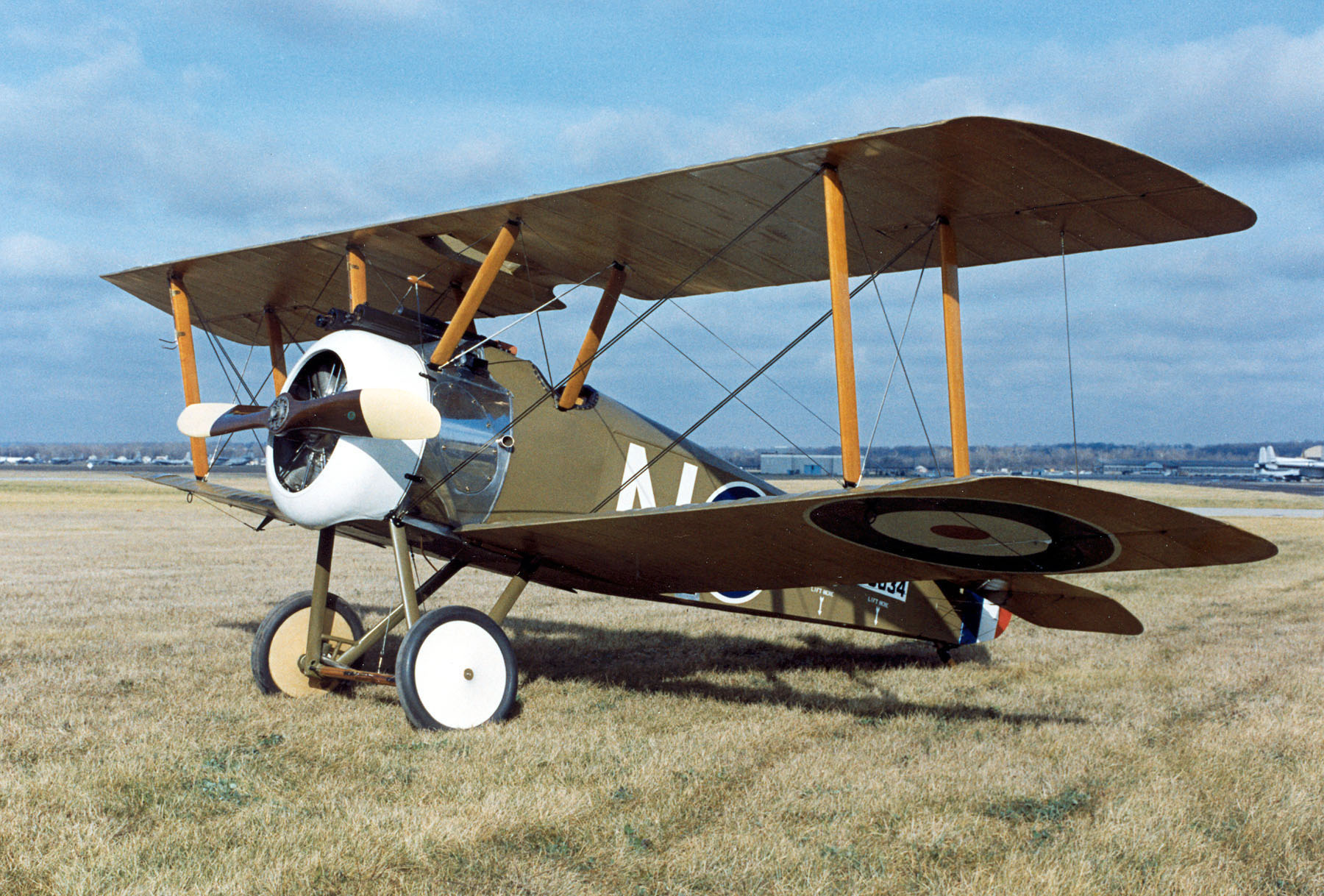
Le Sopwith Camel fut l’avion emblématique des pilotes du Royal Flying Corps.

Le Royal Flying Corps (RFC) était le corps aérien de la British Army durant la plus grande partie de la Première Guerre mondiale.
Au début de la guerre, les responsabilités du RFC étaient exclusivement tournées vers le support de l'armée britannique via la coopération avec les unités d'artillerie et la reconnaissance photographique. Ce travail mena petit à petit les pilotes du RFC dans le combat aérien contre les pilotes allemands et, le mitraillage de l'infanterie et des positions ennemies, le bombardement de pistes de décollage allemandes et plus tard le bombardement de l'industrie allemande et des réseaux de transports. Le 1er avril 1918, le RFC fusionna avec le Royal Naval Air Service (RNAS) pour constituer la Royal Air Force.

## Origine
Créée par décret royal le 13 mai 1912, la branche militaire des Royal Flying Corps remplaça le Air Battalion. À la fin de l'année 1912, ce service était équipé de 12 aérostats et de 36 avions de combat.
Le RFC possédait à l'origine une branche militaire et navale séparées. La Royal Navy, ayant des priorités différentes de celles de l'Armée Britannique et souhaitant garder un plus grand contrôle sur ses aéronefs, détacha la branche navale du RFC en 1914 et la renomma Royal Naval Air Service.
La devise du Royal Flying Corps était Per ardua ad astra (« À travers l'adversité, jusqu'aux étoiles »). Cette devise est aujourd'hui celle de la Royal Air Force et de diverses unités aériennes des forces du Commonwealth.
Le premier crash fatal du RFC eut lieu le 15 juillet 1912 près de Stonehenge sur la plaine de Salisbury. Furent tués le capitaine Eustace B. Lorraine et son sergent observateur R.H.V. Wilson. Un ordre fut émis après le crash disant : « Flying will continue this evening as usual » (« Les vols reprendront ce soir comme d'habitude »), démarrant ainsi une tradition.

## Première Guerre mondiale
Le Corps Royal d'Aviation, sous le commandement du Général de  Brigade Sir David Henderson, se composait en août 1914, de Quartiers Généraux, des escadrilles d'aviation no 2, 3, 4 et 5 comprenant  une flotte de 20 appareils et d'un effectif d'un millier hommes.
Le premier appareil détruit au combat durant la Grande Guerre est un Avro 504 de reconnaissance de la 5e escadrille le 22 août 1914 abattu à coups de fusil par le 12e régiment de Grenadiers Brandebourgeois  de la 5e division d'infanterie allemande à Marcq-lez-Enghien en Belgique. Le pilote et l’observateur sont tués.

## Aéronefs
Aéronefs utilisés durant la guerre par le RFC et le RNAS
- Airco DH 2, DH 4, DH 5 et DH 9
- Armstrong-Whitworth F.K.8
- Avro 504
- Bristol F2A et F2B
- Handley Page O/400
- Martinsyde G.100
- Morane-Saulnier Bullet (en)
- Nieuport Scout 17, Scout 24, Scout 27
- Royal Aircraft Factory B.E.2a, B.E.2b, B.E.2c, B.E.2e, B.E.12, F.E.2b, F.E.8, R.E.8, S.E5a
- Short Brothers 184, Short 320 (en), Short 327 et Short Bomber
- Sopwith Baby, 1½ Strutter, Pup, Triplane, Camel, Dolphin et Snipe
- SPAD S.VII et S.XIII
- Vickers FB5